# Onšov (Vysočina)
Onšov é uma comuna checa localizada na região de Vysočina, distrito de Pelhřimov.